# Coonoor
Coonoor (gujarati: કુન્નુર, hindi: कुन्नूर, kannada: ಕೂನೂರು, malayalam: കുന്നൂർ, tamil: குன்னூர்) är en ort i Indien.   Den ligger i distriktet Nilgiri och delstaten Tamil Nadu, i den södra delen av landet, 1 900 km söder om huvudstaden New Delhi. Coonoor ligger 1 746 meter över havet och antalet invånare är 45 954.[källa behövs]
Terrängen runt Coonoor är kuperad åt nordväst, men åt sydost är den bergig. Runt Coonoor är det tätbefolkat, med 356 invånare per kvadratkilometer. Närmaste större samhälle är Utakamand, 12,8 km nordväst om Coonoor. I omgivningarna runt Coonoor växer huvudsakligen savannskog.